# هدف‌شناسی

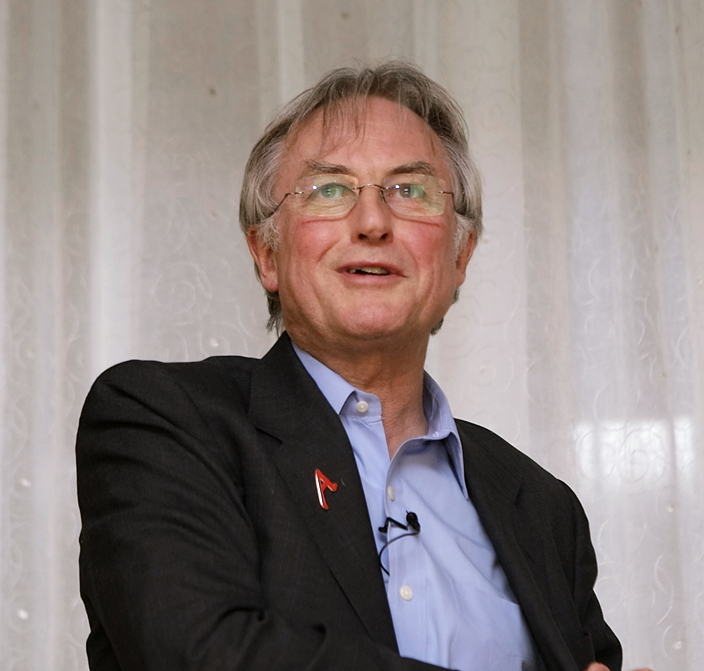
ریچارد داوکینز (زیست شناس تکاملی، فیلسوف دین و نویسنده بریتانیایی) در سی و چهارمین کنفرانس آتئیسم آمریکایی در مینیاپولیس.

هدف‌شناسی (به انگلیسی: Teleonomy) کیفیت هدفمندی ظاهری و هدف‌مداری ساختارها و کارکردها در جانداران زنده است که توسط فرآیندهای طبیعی مانند انتخاب طبیعی به وجود می‌آید. این اصطلاح از واژه یونانی «τελεονομία» مشتق شده‌است، ترکیبی از دو کلمه یونانی، τέλος، از τελε-، («پایان»، «هدف») و νόμος nomos («قانون»). هدف‌شناسی گاهی در تقابل با پایان‌شناسی قرار می‌گیرد، جایی که دومی به‌عنوان هدفمندی هدف‌محور که از طریق نیت انسانی یا الهی ایجاد می‌شود، درک می‌شود. تصور بر این است که هدف‌شناسی از تاریخ تکامل، سازگاری برای موفقیت باروری و/یا کارکرد یک برنامه سرچشمه می‌گیرد. هدف‌شناسی به جنبه‌های برنامه‌ای یا محاسباتی هدف مربوط می‌شود.